# ریداشتات
شهر ریداشتات (به آلمانی: Riedstadt) در ایالت هسن در کشور آلمان واقع شده‌است.